# Никифоров, Гавриил Васильевич
Гавриил Васильевич Никифоров (якут. Манньыаттаах уола) (1845-?) — российский предприниматель, меценат якутского происхождения. В течение шести лет избирался гласным Якутской городской думы.

## Биография

### Происхождение
Происходил из богатой купеческой семьи, входившей в зажиточный якутский род Асыыкай. Имел предка-шамана. Дед купца носил прозвище «Тёкэй Сэргэй» — плутоватый Сергей. Он отличался лукавством в найме и коммерции, имел 300 голов скота. Отец Василий занимался крупными поставками скота на золотые прииски, избирался старостой наслега. Предки Г. В. Никифорова вплоть до отца являлись в реальности торговцами и купцами, однако не писались ими и не входили в купеческое сословие Российский империи официально.

### Жизнь в России
Гавриил Никифоров получил домашнее образование. Он продолжил заниматься торговлей, как и отец. Отличался энергичностью, умел разумно рисковать и подбирать людей. В 1889 женился на Марии Павловне, от которой имел восемь детей: (Василий (1892—1918), Надежда (1894—1917), Елена (род. 1897—1932), Иван (1899), Лариса (род. 1901), Аркадий (род. 1898), Анатолий (1905—1965), Геннадий (1898—1913).
В 1902 году Никифоров основал (вместе с якутским купцом 2-й гильдии М. Г. Васильевым, много лет торговавшим на севере) Торговый Дом «М. Г. Васильев и Г. В. Никифоров». Через пять лет фирма распалась из-за тяжёлой болезни компаньона. Никифорову при этом достались пушнина, половина товаров и долги.
Н. Н. Дмитриев пишет, что, по некоторым мнениям, перед тем Никифоров стал заниматься бизнесом самостоятельно, он посетил Европейскую часть России. Побывав в Одессе, Москве, Санкт-Петербурге, спустя три года он вернулся назад с договором на 1,3 миллиона рублей, который заключил с британской фирмой «Келлис Директориес ЛТД».
Занимался торговлей пушниной. В 1908 он учредил с компаньоном И. П. Антипиным, также торговцем, Торговый Дом «И. П. Антипин и Г. В. Никифоров». Это предприятие оказалось весьма успешным. Пушнину компаньоны сбывали в Москве (по комиссии через местных предпринимателей) и на Ирбитской ярмарке, частично с 1911 года также вывозили через Колыму во Владивосток. В 1915 отец Гавриила Васильевича оставил ему и своим внукам значительное наследство.
В 1917 году стал (как и Г. М. Кузьмин) членом Партии народной свободы (то есть кадетом) и был избран от нее в Якутский комитет общественной безопасности (ЯКОБ), созданный ранее в том же году, когда большевики еще присутствовали в городе. В этот период ЯКОБ был высшим органом власти и включал представителей различных политических сил. Однако после Октябрьской революции большевики ликвидировали в России многопартийность, а на головы кадетов обрушились репрессии.
Якутские купцы и общественники попытались решить продовольственную проблему путём сотрудничества с иностранными компаниями. В июле 1918 отряд большевиков установил в городе советскую власть, но затем белогвардейцам удалось восстановить контроль над Якутском. Комиссаром области стал эсер, отец Никифорова возглавил земство. Большевиков частично расстреляли, частично — вывезли в Иркутскую губернию. В 1919 году, однако, произошло восстание и белая власть в городе пала. Имущество предпринимателей было национализировано.
В 1923 году Г. В. Никифорова амнистировали и предложили работать в Москве, в «Якутторге». Но он, в отличие от многих современников, согласившихся на такое сотрудничество и через некоторое время репрессированных, не поверил большевикам. Сын (?) предпринимателя Василий погиб в 1918 году при попытке помочь арестованной царской семье.

### Поздние годы. В эмиграции
Сам Гавриил Васильевич по некоторым данным эмигрировал сначала в Японию, а после — в Китай. Вступил в брак, по одним сведениям с японкой, по другим — с русской подданной.
Дата, место и обстоятельства смерти Никифорова достоверно неизвестны. Судьба его детей и внуков сложилась в СССР разнообразно, нередко трагически.

## Благотворительность
Никифоров много и последовательно занимался благотворительностью. Как и его отец, снял налоговую нагрузку с родного наслега, оплатив налоги населения самостоятельно. Приобрел дом для управы, оплатил строительство церковно-приходской школы. Вместе с С. П. Барашковым и В. Ф. Артамоновым они построили пансион для обучения бедных. Помог создать в Якутске музей-библиотеку, участвовал в обустройстве Аянского тракта, во время засухи 1897 года пожертвовал 100 возов сена Эмисскому наслегу Ботурусского улуса. Несколько лет Никифоров был попечителем женской гимназии в Якутске и школы в с. Эмиссы (Эмисский наслег). Его деятельность способствовала появлению все большего числа образованных якутов.
В 1915 году в инородческий комитет общества Красного креста им и другими предпринимателями было пожертвовано 4261 рублей. Никифоров передал туда 300 теплых одеял, а в следующем году — меха и снова деньги. Жена Гавриила Васильевича шила для фронта белье.
Г. В. Никифоров был старостой двух церквей.